# Marlokné Cservenyi Magdolna
Marlokné Cservenyi Magdolna (Solymár, 1952. augusztus 6.– ) magyarországi sváb származású pedagógus, iskolaigazgató, nemzetiségi politikus és helytörténeti kutató.

## Élete
1952. augusztus 6-án született a Pest megyei Solymáron, magyarországi sváb családban, Cservenyi Ferenc (1918–1976) fuvaros és Okeli Erzsébet (1925– ) lányaként. 1966–1970 között a budapesti Toldy Ferenc Gimnáziumban tanult, majd középiskolai évei után bölcsészettudományi tanulmányokat folytatott az Eötvös Loránd Tudományegyetemen, történelem–német nyelv szakon; szakdolgozatának témája a török hódoltság idején elpusztult, majd 1686 után újratelepült Solymár 18.-19. századi történelme volt, 1848-ig. Tanulmányai lezárását követően, 24 évesen – 1976 augusztusában – kötött házasságot a pilisszentiváni származású Marlok Bélával, Máriaremetén. Ugyancsak ebben az időszakban, szakdolgozatának megírása után, annak magas színvonalát látva választotta tagjai közé a solymári Helytörténeti Társaság.
Diplomázása után előbb Szentendrén, a katonai főiskolán tanított német nyelvet, 1976–1979 között, majd gyermekei születését követően, 1984-től a solymári általános iskolában helyezkedett el történelem-német szakos tanárként. A rendszerváltást megelőző időszakban, az 1989-es évben rövid ideig (körülbelül 6 hónapon keresztül) az intézmény megbízott igazgatója is volt, majd húsz évvel később 2009-től ismét az iskola igazgatója lehetett, immár választott vezetőként. Érdekes fordulat lehetett az életében, hogy a tisztséget 1989-ben ugyanannak a pedagógusnak kellett átadnia, akitől egy tíz-, majd két ötéves ciklus után vissza is vehette azt. Marlokné Cservenyi Magdolna a kinevezésétől három éven keresztül vezette az iskolát, 2012-es nyugdíjazásáig.

### Tevékenysége nemzetiségi politikusként
Marlokné Cservenyi Magdolna a gyerekkorától a solymári német néphagyományok között nevelkedett, emellett már fiatalon közéleti ambíciói is voltak, ezért a rendszerváltást követően független képviselő-jelöltként indult az első önkormányzati választásokon, ahol mandátumot is szerzett. Négy évvel később pedig, amikor először lehetőség nyílt a magyarországi településeken nemzetiségi önkormányzatok választására, német kisebbségi képviselőnek jelöltette magát, és attól fogva 2019-ig megszakítás nélkül a solymári német kisebbségi (2010 óta német nemzetiségi) önkormányzat képviselője, 1998-től elnöke volt. Tagja és titkára a solymári Hagyományőrző Asszonykórusnak, valamint tagja a hazai német nemzetiségek néhány más civil szervezetében is.
Az általa vezetett német nemzetiségi önkormányzathoz, illetve személy szerint az ő nevéhez is több, jelentős értéket teremtő kezdeményezés iniciálása, vagy annak hathatós támogatása fűződik. Ezek között említhető a „Hagyomány-szoborcsoport” felállítása 2006-ban, a kitelepítések 60. évfordulója alkalmából, Solymár főterén, vagy négy évvel később, 2010-ben egy „Betelepülési emlékkő” felállítása és egy nagyszabású, a solymári svábok betelepülésének 300. évfordulójárók való megemlékezés megszervezése. Nevéhez fűződik a német nemzetiségi önkormányzat fenntartói jogainak megszerzése a Lustige Zwerge Német Nemzetiségi Óvodára, amelyet 2010-től kezdve, a községi önkormányzattól átvéve a nemzetiségi önkormányzat működtet, eredményesen.
A 2014-es országgyűlési választáson parlamenti képviselőjelöltként is elindult: a Magyarországi Németek Országos Önkormányzata által állított országos lista jelöltje volt, amely listán a 21. helyen regisztrálták, de nem jutott be a Parlamentbe, mint ahogy egyetlen más nemzetiség egyetlen más képviselő-jelöltje sem, a nemzetiségi választópolgárok alacsony részvétele miatt. A 2014-es magyarországi önkormányzati választás után, egy öt éves ciklus idejére a Pest Megyei Német Önkormányzat képviselő-testületének tagja, a testület elnökhelyettese lett. A 2019-es magyarországi önkormányzati választáson már nem indult a településén nemzetiségi önkormányzati képviselőjelöltként.

## Díjai
- „Az év Tanára” kitüntetés
- „Solymárért" kitüntetés
- Nemzetiségekért Díj (2021)[5]